# برودینگبرگ
برودینگبرگ (به آلمانی: Brodingberg) یک منطقهٔ مسکونی در اتریش است که در گراتس اومگبونگ واقع شده‌است. برودینگبرگ ۱۲٫۸۴ کیلومتر مربع مساحت دارد ۳۹۰ متر بالاتر از سطح دریا واقع شده‌است.